# London Free Press

The London Free Press est un quotidien de langue anglaise publié à London (Ontario), Canada.
The London Free Press fut fondé en 1847 par William Sutherland sous le nom Canadian Free Press. Il commença à être publié sur une base hebdomadaire en 1849. En 1852, il fut acheté pour 500 $ par Josiah Blackburn, qui le rebaptisé The London Free Press and Daily Western Advertiser. En 1855 Blackburn transforme le journal hebdomadaire en quotidien.
De 1863 à 1936 The London Free Press fait compétition avec le London Advertiser, un journal quotidien du soir. Le Free Press a traditionnellement paru le matin, mais pendant plusieurs années il y avait également une édition du soir. Les éditions du matin et du soir furent tous deux publiées des années 1950 jusqu'en 1981, lorsque l'édition du soir fut abandonnée de façon permanente.
La mort soudaine de l'éditrice Martha Blackburn d'une crise cardiaque dans l'été de 1992 après avoir fait du ski nautique sur le lac Huron mit en branle le processus qui mèna finalement à la vente du journal détenu par la famille.
En 1997 la famille Blackburn vendit le journal à Sun Media ; le nouvel éditeur John Paton introduit une édition du dimanche. Peu après, Sun Media fut acheté par Québecor durant les guerres de journaux canadiennes de 1997. Aujourd'hui, le London Free Press appartient à Québecor Média.
The London Free Press a un tirage quotidien moyen d'environ 115 000 exemplaires. Il s'agit du plus grand journal du sud-ouest ontarien hors de Toronto et est le principal journal régional de l'ouest ontarien.
En août 2005, Québecor annonce qu'à partir de 2007, The London Free Press ne serait plus imprimé localement sur ses presses du 369 rue York ; il serait plutôt imprimé aux nouvelles presses devant être construites au nord de Toronto, causant la perte de 180 emplois locaux.